# Camptochaeta regenerata
Camptochaeta regenerata är en tvåvingeart som beskrevs av Hans-Georg Rudzinski 2008. Camptochaeta regenerata ingår i släktet Camptochaeta och familjen sorgmyggor.
Artens utbredningsområde är Taiwan. Inga underarter finns listade i Catalogue of Life.